# Ованес Ованесян
Ованес Ованесян (на арменски: Հովհաննես Հովհաննիսյան; 26 април 1864 г. – 29 септември 1929 г.) е арменски поет, лингвист, преводач и учител. Той е сред основните фигури в движението Ашкарабар (Модерен арменски) – литературно движение, което поощрява грамотността в Армения.
Наричат го също основател на класическата арменска поезия.

## Биография
Ованесян е роден в селско семейство във Вагаршапат, в границите на Руската империя. Учи в Армения, след което отпътува за Москва в Института по ориенталски езици Лазарев, където учи между 1877 и 1883 година, както и в Московския държавен университет, между 1884 и 1888 година.
През 1989 г. пътува из Европа и посещава различни градове, сред които Константинопол, Лондон, Париж, Виена. Завръща се във Вархаршапат и започва да преподава в семинарията Кеворкян, като води часове по руски и гръцки език и литература. Занимава се с тази дейност до 1912 година.
Ованесян обогатява много модерния арменски език и чрез творбите си, както и чрез преводите си. Заедно с руския писател Валери Бруйсов, заедно превеждат редица важни произведения и ръкописи на модерен арменски език. Също превежда класики, сред които творби на Уилям Шекспир, Гьоте, Хенрих Ибсен, Николай Некрасов, Александър Пушкин и Фридрик Шилер.
Той е поддръжник на Руската революция и създаването на Съветския съюз.
Умира през 1929 година в Ереван на 65-годишна възраст.
Домът му във Вагаршапат е превърнат в къща музей през 1948 г. от дъщеря му Ева Ованесян под егидата на Музея за литература и изкуство „Егише Чаренц“ с решение на местния съвет. Музеят е реновиран през 2011 г.

## Творчество
През 1883 г. е публикувана първото му стихотворение Пролет. В него се говори за любов и природа, както и за трудния живот на арменските селяни.

### Поезия
- Пролет (на арменски: „Աղբյուր“), 1883
- (на арменски: „Ա՜խ, տվեք ինձ քաղցր մի քուն“), 1884
- (на арменски: „Բանաստեղծություններ“), 1887
- (на арменски: „Իզուր է, հոգիս, իզուր, իմ հրեշտակ“), 1885
- (на арменски: „Կուզեի լինել կարկաչուն վտակ“), 1888
- (на арменски: „Երկու ճանապարհ“), 1883
- (на арменски: „Մնաք բարով, արև, գարուն“), 1887
- (на арменски: „Աշուղ“), 1887
- (на арменски: „Գյուղի ժամը“), 1886
- (на арменски: „Հատիկ“), 1886
- (на арменски: „Արազն եկավ լափին տալով“), 1887
- (на арменски: „Ալագյազ բարձր սարին“), 1901
- (на арменски: „Տեսե՞լ ես արդյոք այն բլուրները“), 1880
- (на арменски: „Մայրս“), 1896
- (на арменски: „Տղմուտ“), 1887
- (на арменски: „Նոր զարուն“), 1897
- (на арменски: „Սարն ի վեր“), 1896
- (на арменски: „Սյունյաց իշխանը“), 1887

### Есета
- (на арменски: „Սրտավազդ“), 1887
- (на арменски: „Վահագնի ծնունդը“), 1904
- (на арменски: „Լուսավորչի կանթեղը“), 1904